# Terrefondrée
Terrefondrée est une commune française située dans le département de la Côte-d'Or, en région Bourgogne-Franche-Comté.

## Géographie

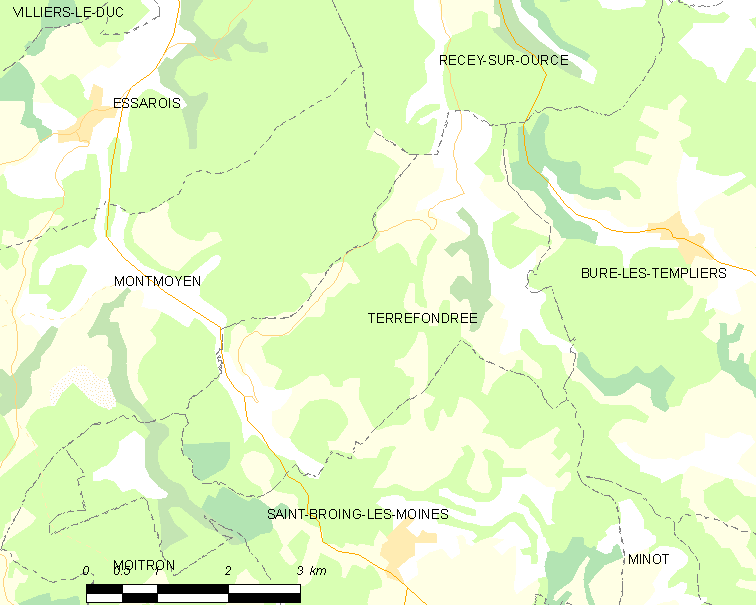

La superficie de Terrefondrée est de 13,9 km2 avec une altitude minimum de 307 mètres et un maximum de 452 mètres.

### Hydrographie
La commune est irriguée par la Digeanne en limite sud-ouest et de nombreuses sources dont celles de la Groème et de la douix de Terrefondrée.

### Climat
Pour des articles plus généraux, voir Climat de la Bourgogne-Franche-Comté et Climat de la Côte-d'Or.
En 2010, le climat de la commune est de type climat des marges montargnardes, selon une étude du Centre national de la recherche scientifique s'appuyant sur une série de données couvrant la période 1971-2000. En 2020, Météo-France publie une typologie des climats de la France métropolitaine dans laquelle la commune est exposée à un climat océanique altéré et est dans la région climatique  Lorraine, plateau de Langres, Morvan, caractérisée par un hiver rude (1,5 °C), des vents modérés et des brouillards fréquents en automne et hiver. 
Pour la période 1971-2000, la température annuelle moyenne est de 9,7 °C, avec une amplitude thermique annuelle de 16,4 °C. Le cumul annuel moyen de précipitations est de 980 mm, avec 13,2 jours de précipitations en janvier et 8,4 jours en juillet. Pour la période 1991-2020, la température moyenne annuelle observée sur la station météorologique de Météo-France la plus proche, « Bure Les Templiers_sapc », sur la commune de Bure-les-Templiers à 2 km à vol d'oiseau, est de 10,7 °C et le cumul annuel moyen de précipitations est de 898,2 mm,. Pour l'avenir, les paramètres climatiques de la commune estimés pour 2050 selon différents scénarios d'émission de gaz à effet de serre sont consultables sur un site dédié publié par Météo-France en novembre 2022.

## Urbanisme

### Typologie
Au 1er janvier 2024, Terrefondrée est catégorisée commune rurale à habitat très dispersé, selon la nouvelle grille communale de densité à 7 niveaux définie par l'Insee en 2022.
Elle est située hors unité urbaine. Par ailleurs la commune fait partie de l'aire d'attraction de Châtillon-sur-Seine, dont elle est une commune de la couronne,. Cette aire, qui regroupe 60 communes, est catégorisée dans les aires de moins de 50 000 habitants,.

### Occupation des sols
L'occupation des sols de la commune, telle qu'elle ressort de la base de données européenne d’occupation biophysique des sols Corine Land Cover (CLC), est marquée par l'importance des forêts et milieux semi-naturels (50,3 % en 2018), une proportion identique à celle de 1990 (50,3 %). La répartition détaillée en 2018 est la suivante : 
forêts (50,3 %), terres arables (30,7 %), prairies (16,9 %), zones agricoles hétérogènes (2,2 %). L'évolution de l’occupation des sols de la commune et de ses infrastructures peut être observée sur les différentes représentations cartographiques du territoire : la carte de Cassini (XVIIIe siècle), la carte d'état-major (1820-1866) et les cartes ou photos aériennes de l'IGN pour la période actuelle (1950 à aujourd'hui).

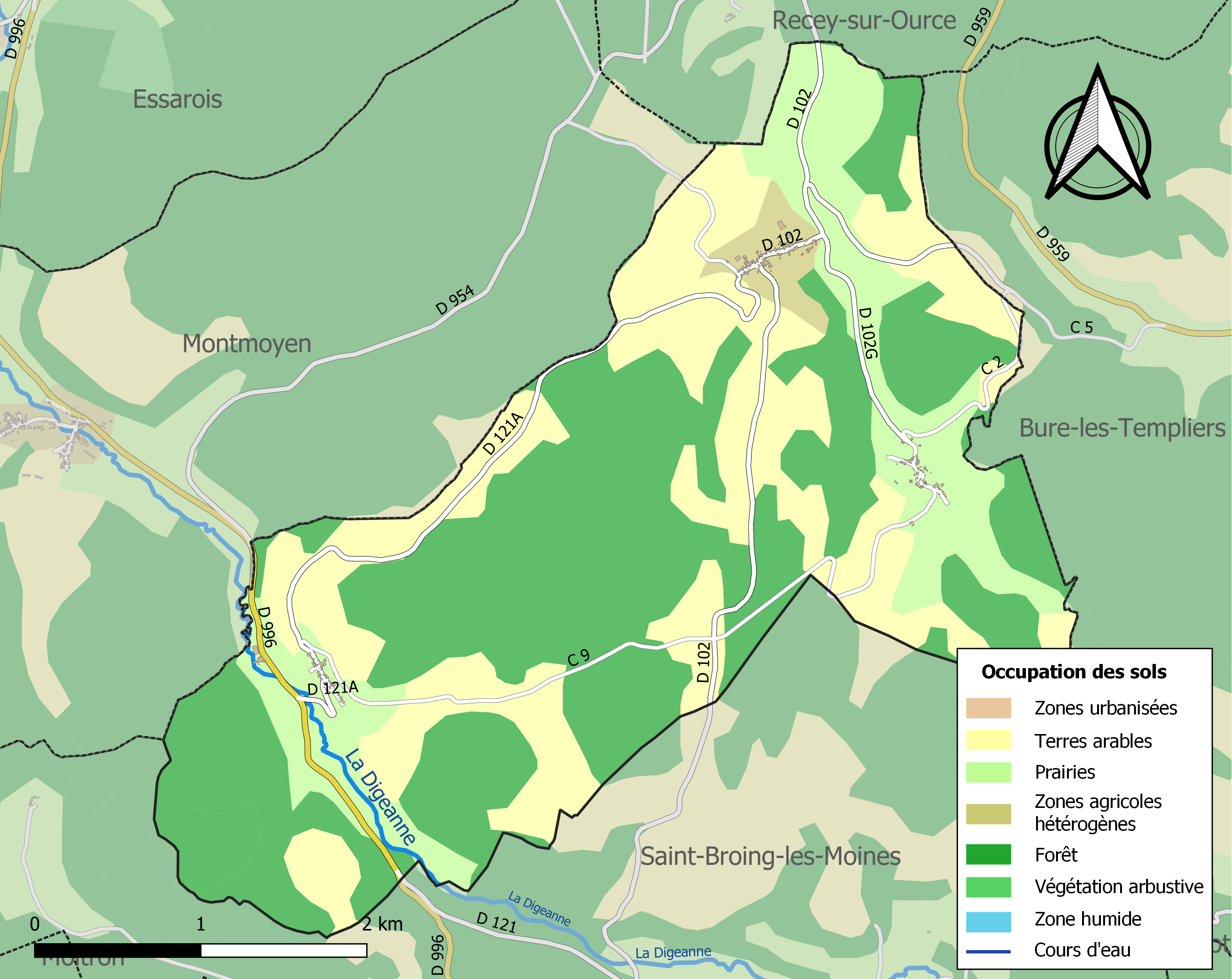
Carte des infrastructures et de l'occupation des sols de la commune en 2018 (CLC).

## Histoire

### Préhistoire et Antiquité
L'interprétation du tranchement du lieu-dit Châteaubeau pose toujours question : refuge néolithique ou oppidum celte ?
La Douix de Terrefondrée était divinisée et on y a retrouvé des ex-voto gallo-romains.

### Les Hospitaliers
Ce village du duché de Bourgogne échoit à la commanderie de Bure vers 1120 avant de passer aux Hospitaliers qui le tiennent jusqu'à la Révolution.

## Politique et administration
Terrefondrée appartient :
- à l'arrondissement de Montbard,
- au canton de Châtillon-sur-Seine et
- à la communauté de communes du Pays Châtillonnais.

| Période                                  | Période | Identité      | Étiquette      | Qualité |
| ---------------------------------------- | ------- | ------------- | -------------- | ------- |
| 1977                                     | 2001    | André Morisot | Sans étiquette |         |
| mars 2001                                | 2020    | Rémi Mandry   | Sans étiquette |         |
| Les données manquantes sont à compléter. |         |               |                |         |

## Démographie
L'évolution du nombre d'habitants est connue à travers les recensements de la population effectués dans la commune depuis 1793. Pour les communes de moins de 10 000 habitants, une enquête de recensement portant sur toute la population est réalisée tous les cinq ans, les populations de référence des années intermédiaires étant quant à elles estimées par interpolation ou extrapolation. Pour la commune, le premier recensement exhaustif entrant dans le cadre du nouveau dispositif a été réalisé en 2004.

En 2022, la commune comptait 65 habitants, en évolution de +4,84 % par rapport à 2016 (Côte-d'Or : +0,82 %, France hors Mayotte : +2,11 %).
| 1793 | 1800 | 1806 | 1821 | 1836 | 1841 | 1846 | 1851 | 1856 |
| ---- | ---- | ---- | ---- | ---- | ---- | ---- | ---- | ---- |
| 312  | 284  | 309  | 360  | 358  | 370  | 347  | 340  | 292  |

| 1861 | 1866 | 1872 | 1876 | 1881 | 1886 | 1891 | 1896 | 1901 |
| ---- | ---- | ---- | ---- | ---- | ---- | ---- | ---- | ---- |
| 280  | 250  | 231  | 231  | 216  | 194  | 159  | 150  | 151  |

| 1906 | 1911 | 1921 | 1926 | 1931 | 1936 | 1946 | 1954 | 1962 |
| ---- | ---- | ---- | ---- | ---- | ---- | ---- | ---- | ---- |
| 149  | 127  | 115  | 145  | 112  | 105  | 102  | 124  | 118  |

| 1968 | 1975 | 1982 | 1990 | 1999 | 2004 | 2006 | 2009 | 2014 |
| ---- | ---- | ---- | ---- | ---- | ---- | ---- | ---- | ---- |
| 112  | 73   | 78   | 65   | 60   | 60   | 59   | 60   | 64   |

| 2019 | 2022 | - | - | - | - | - | - | - |
| ---- | ---- | - | - | - | - | - | - | - |
| 60   | 65   | - | - | - | - | - | - | - |

## Lieux, monuments et pôles d'intérêt

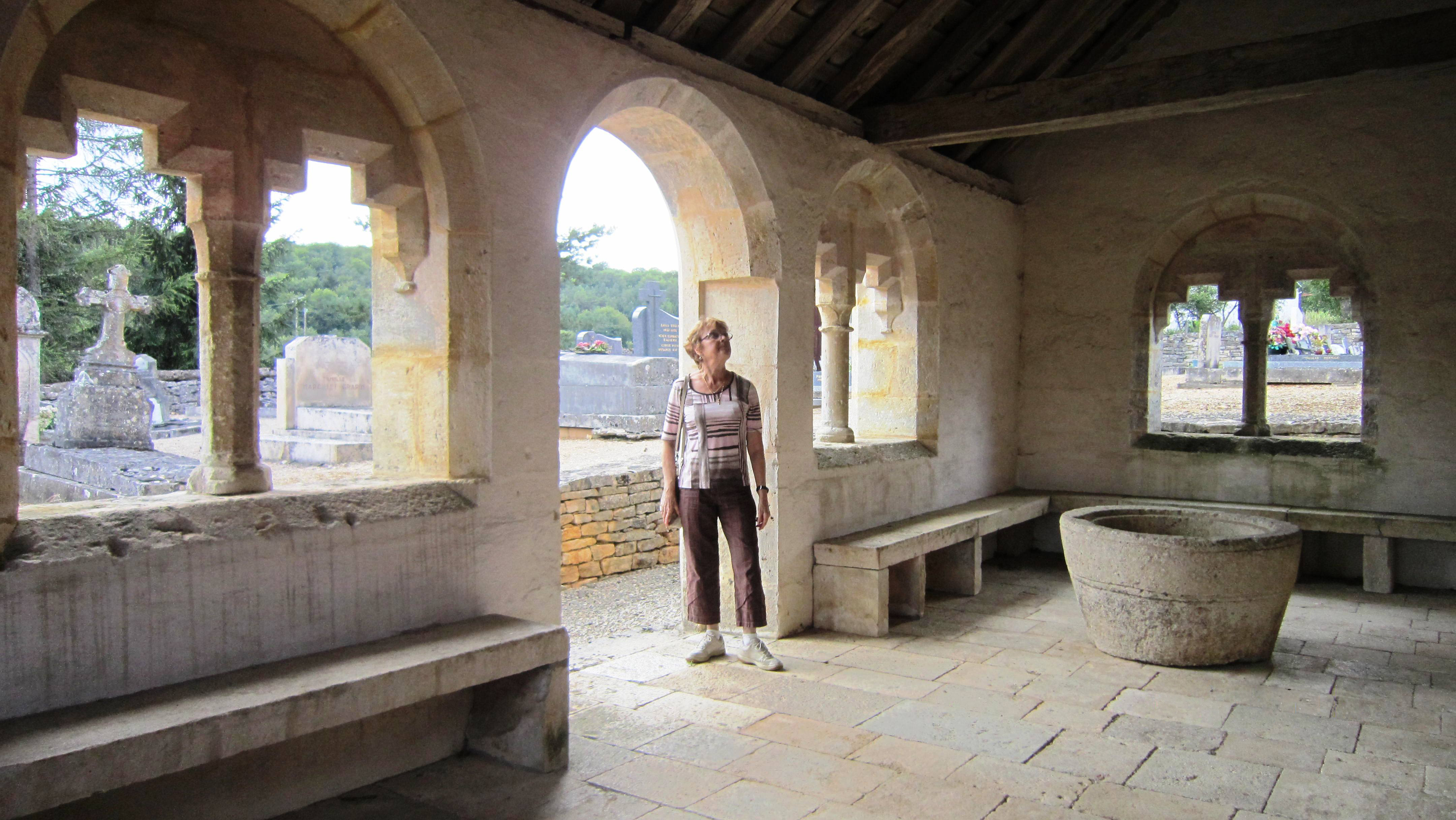
Le porche de l'église.

En 2016, la commune compte 2 monuments inscrits à l'inventaire des monuments historiques, 8 monuments ou édifices répertoriés à l'Inventaire général du patrimoine culturel et 12 objets répertoriés à l'IGPC.
- L'église Notre-Dame de la Nativité et son porche  Classé MH (1926)[20].

Au hameau de Châtellenot :
- Chapelle gothique dédiée à Saint Cyr édifiée au XVIe siècle par Jacques Aymer, grand prieur des Hospitaliers de l'ordre de Saint-Jean de Jérusalem. Agrandie au XIXe par l'architecte de Châtillon-sur-Seine Simon Tridon. Statuaire du XVIe[21] et
- Croix de village  Classé MH (1924)[22].

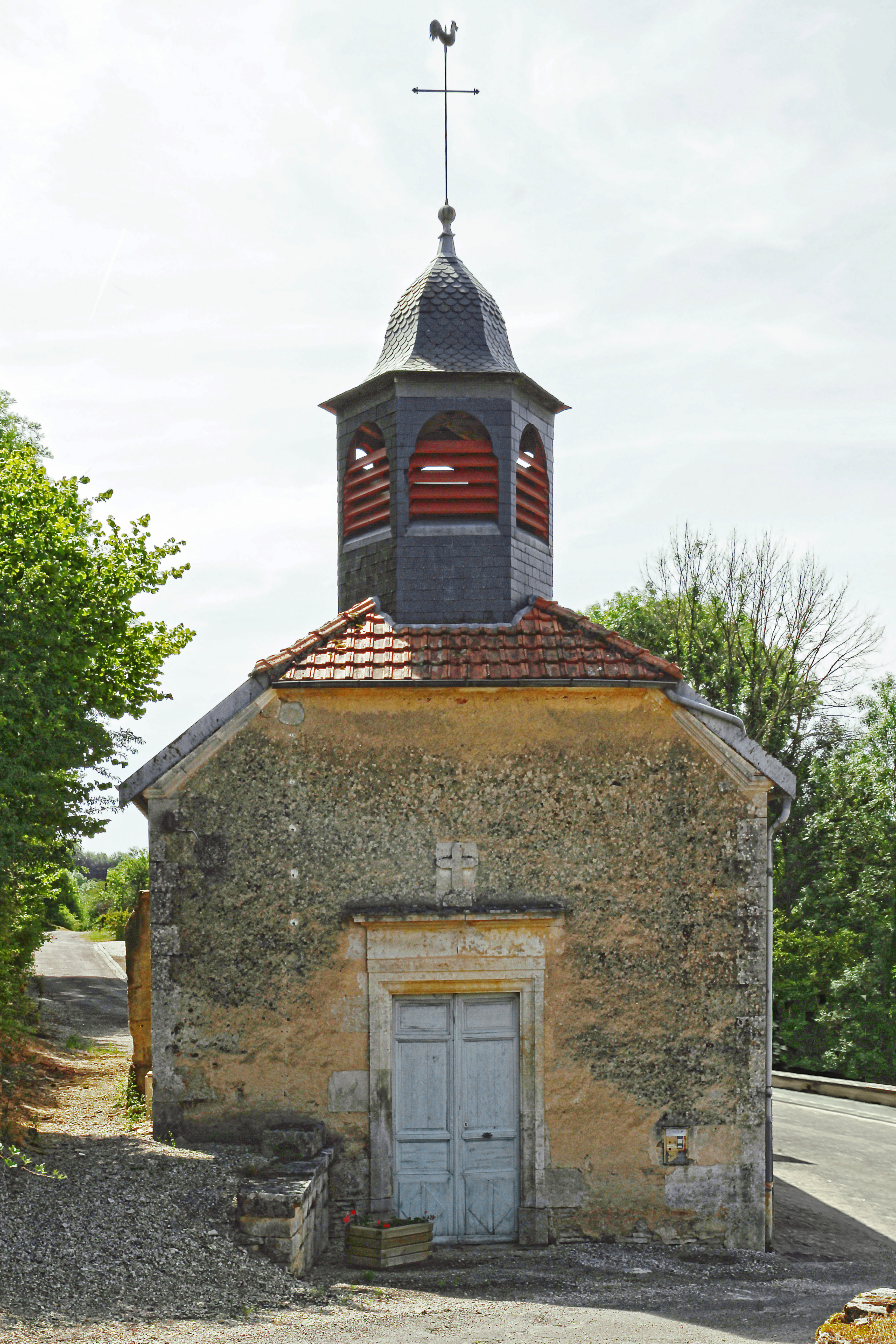
Chapelle Saint-Cyr de Châtellenot.
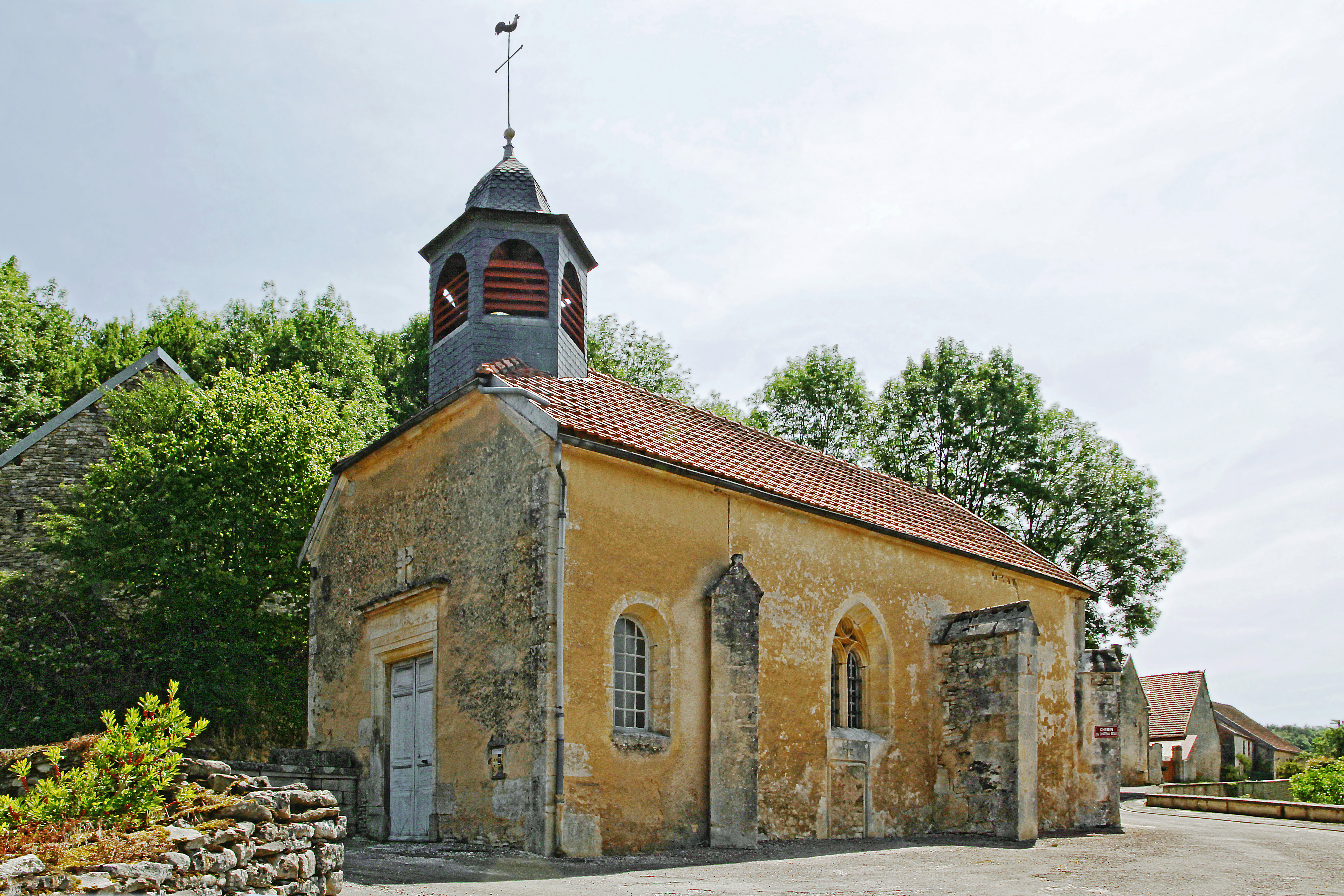
Clocheton couvert à l'impérial.
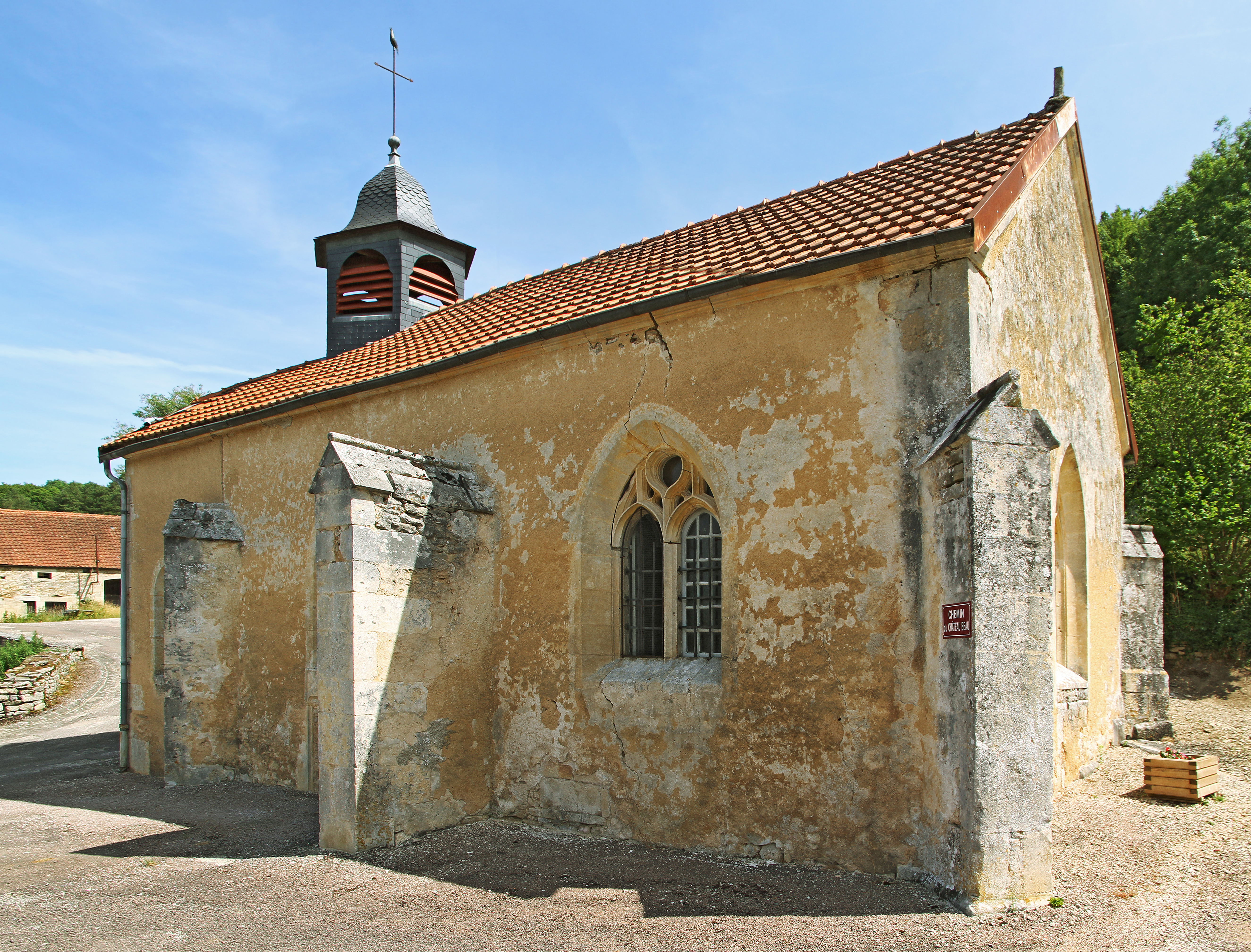
Contreforts et abside droite.
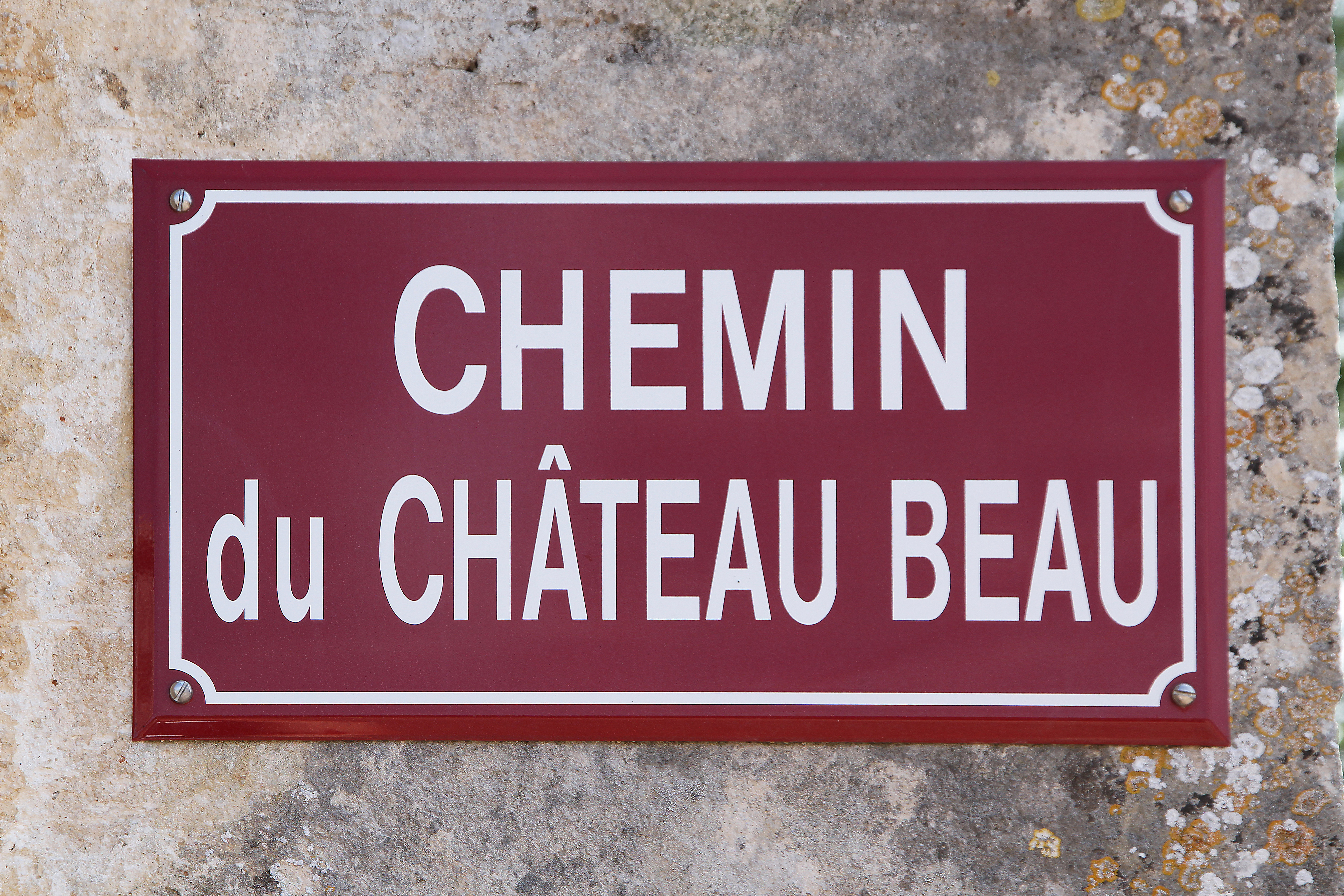
Plaque de rue à Châtellenot.
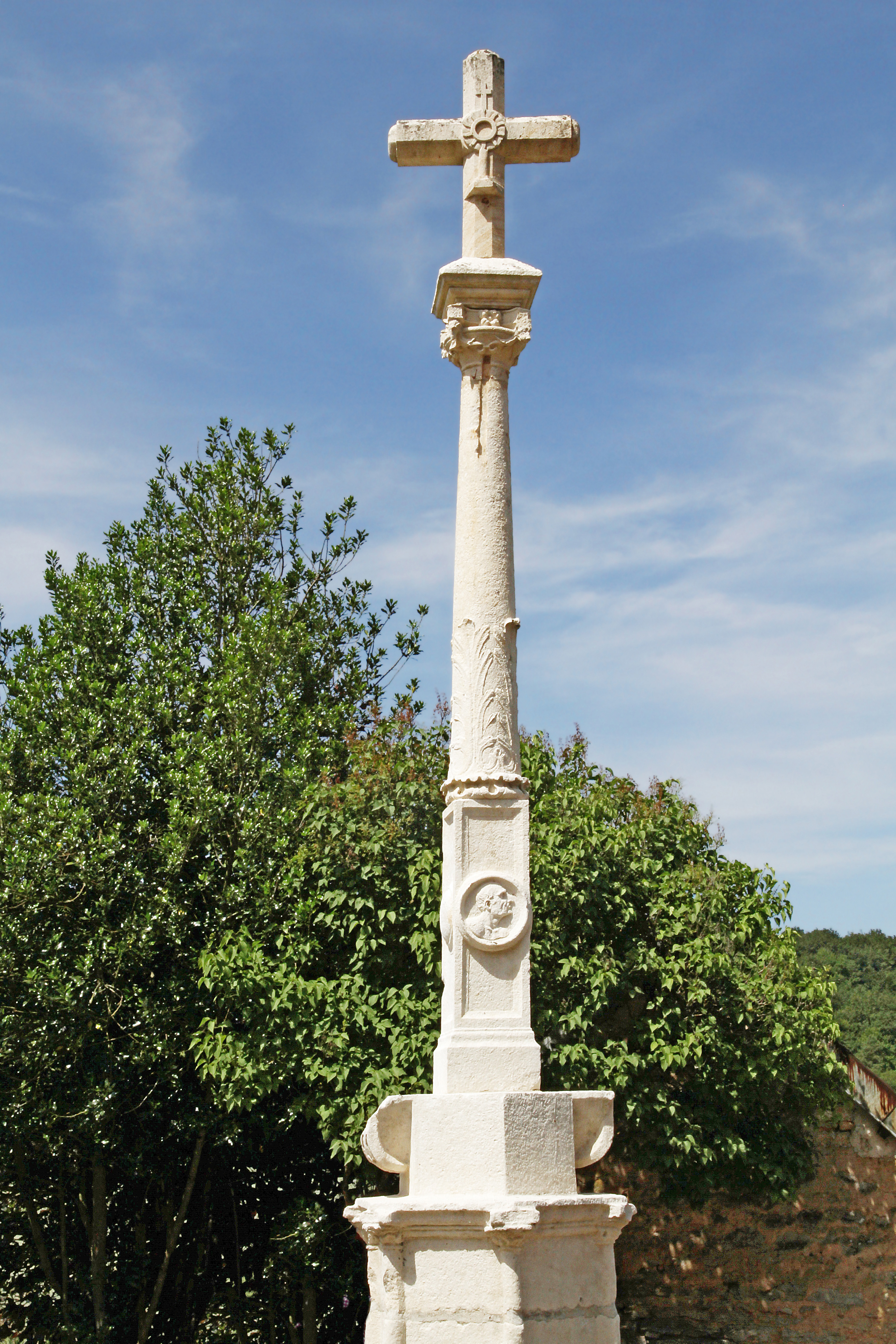
Croix classée M.H. à Châtellelnot.

- Au hameau de la Forêt : la chapelle Saint-Louis du XVIIIe siècle, également agrandie au XIXe par l'architecte Simon Tridon, renferme une statue en bois polychrome de saint Jean-Baptiste datée de 1720.
- Source de la douix de Terrefondrée.

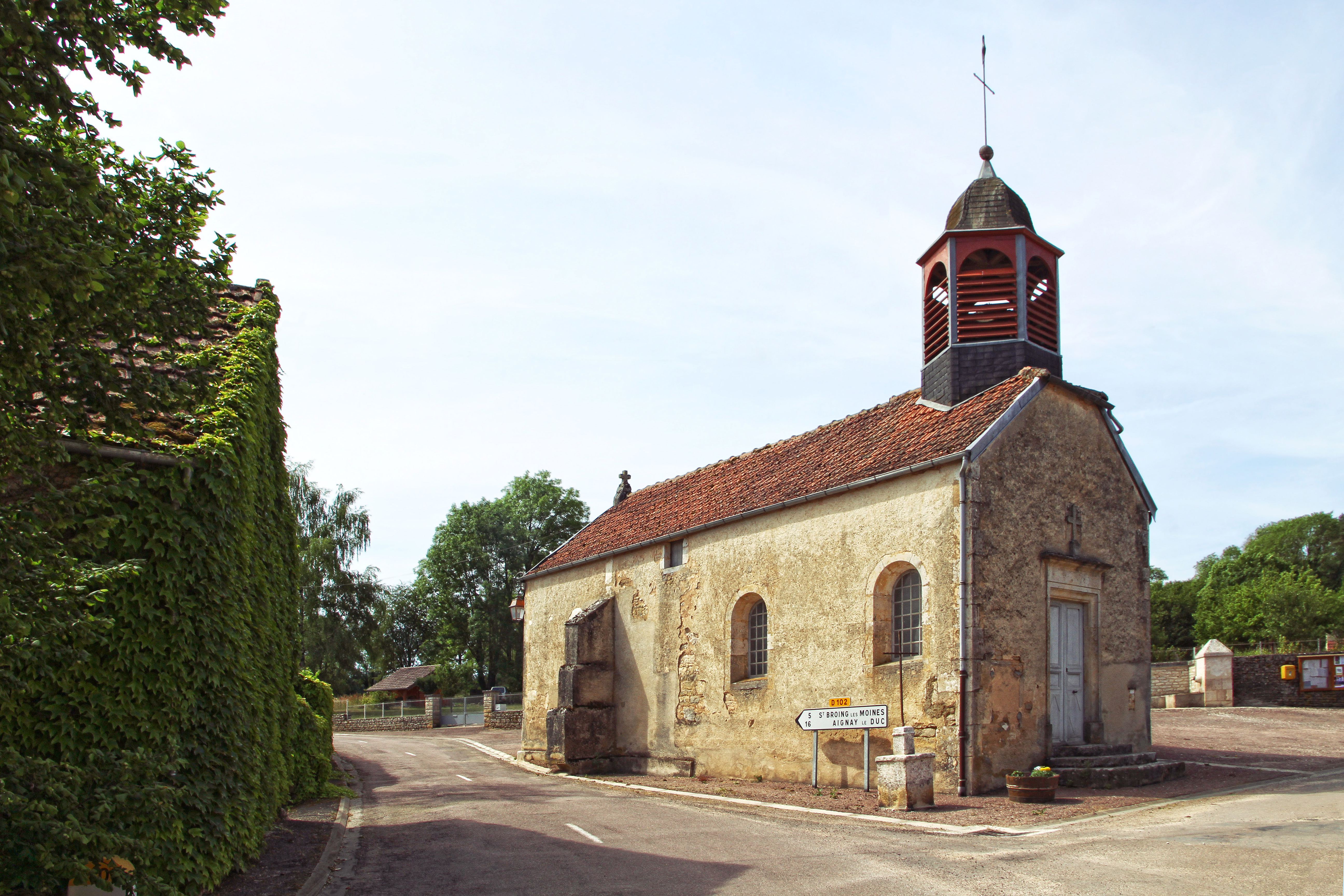
Chapelle Saint-Louis de la Forêt.
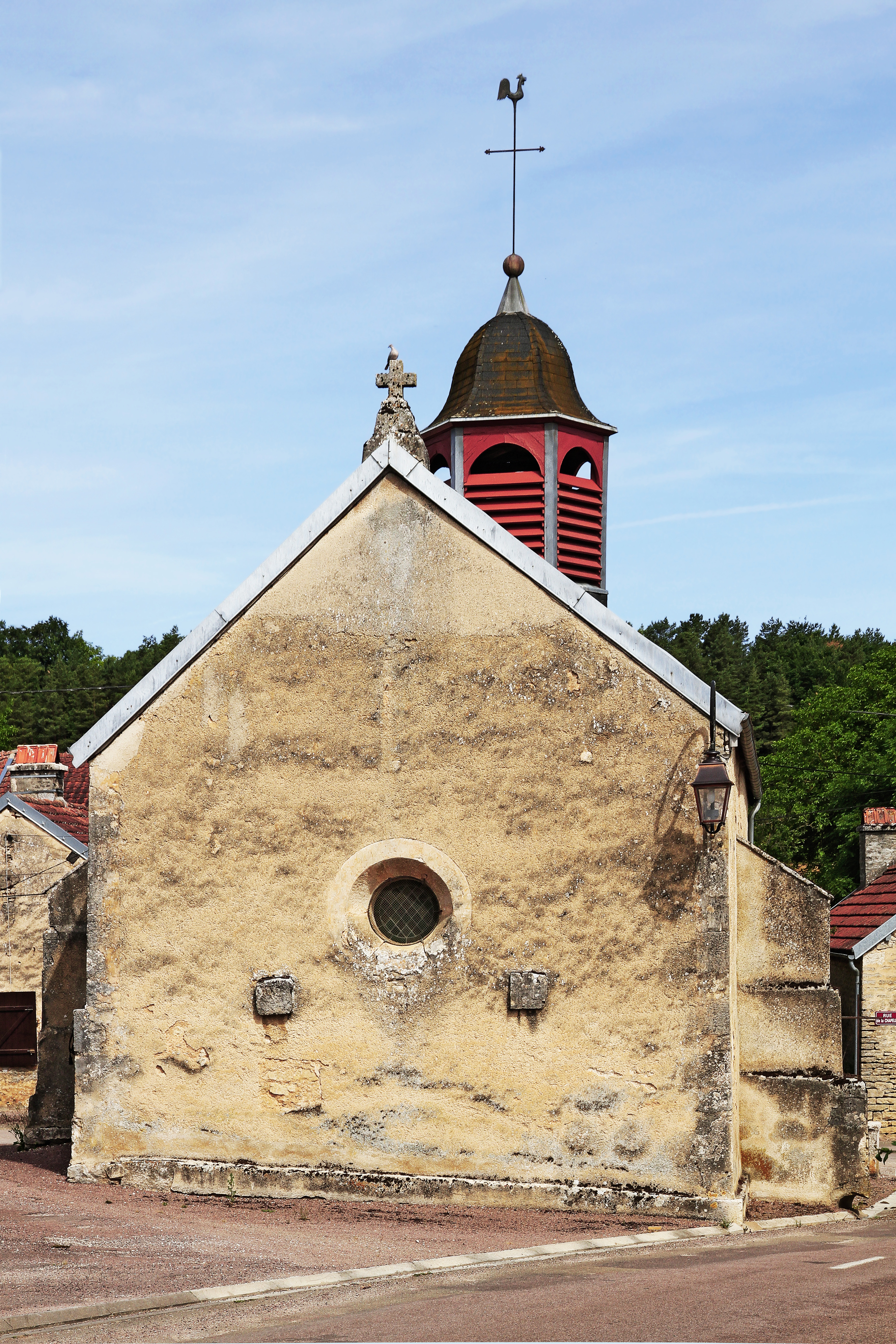
Abside à pignon droit.
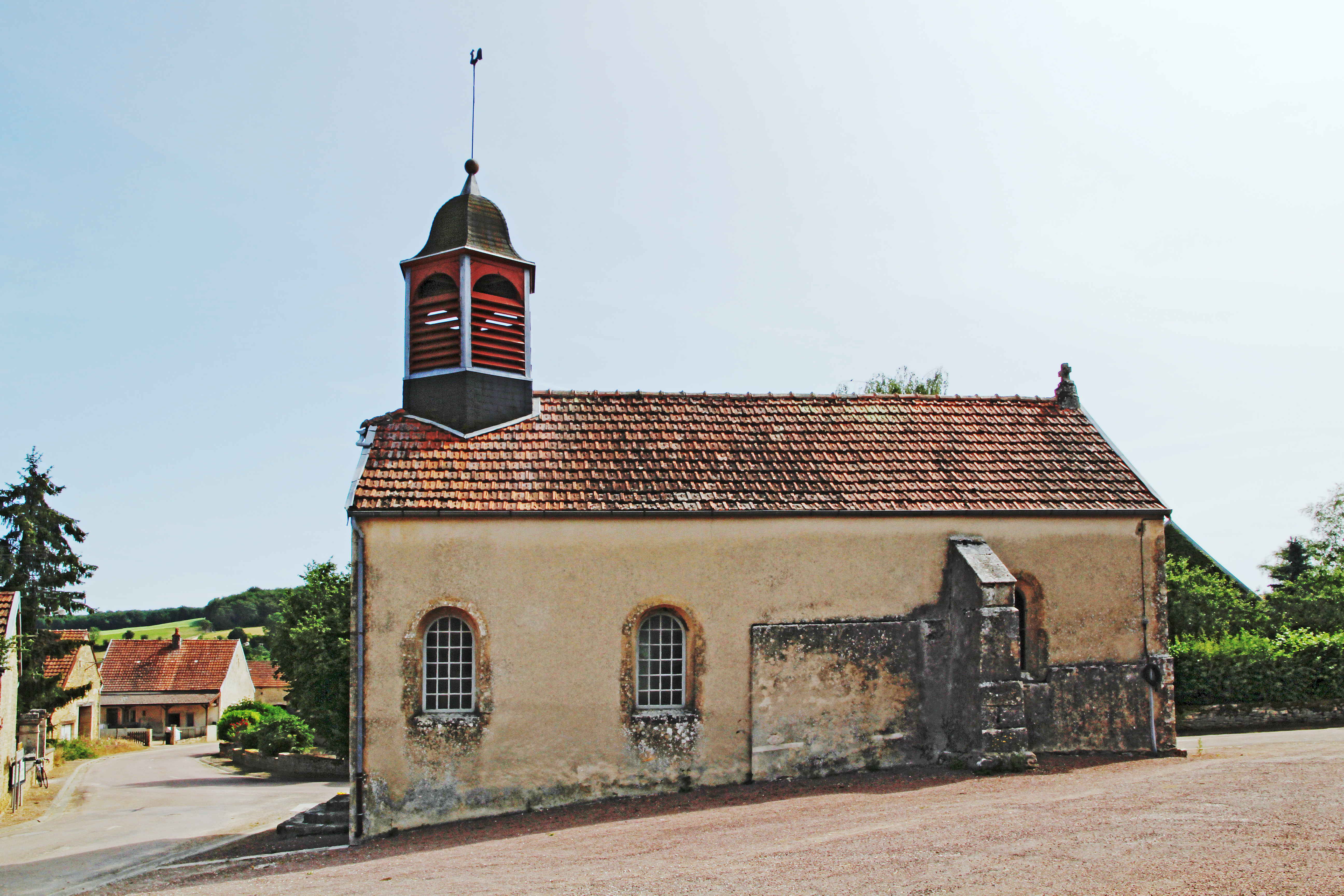
Dans l'esprit de l'édifice de Châtellenot…
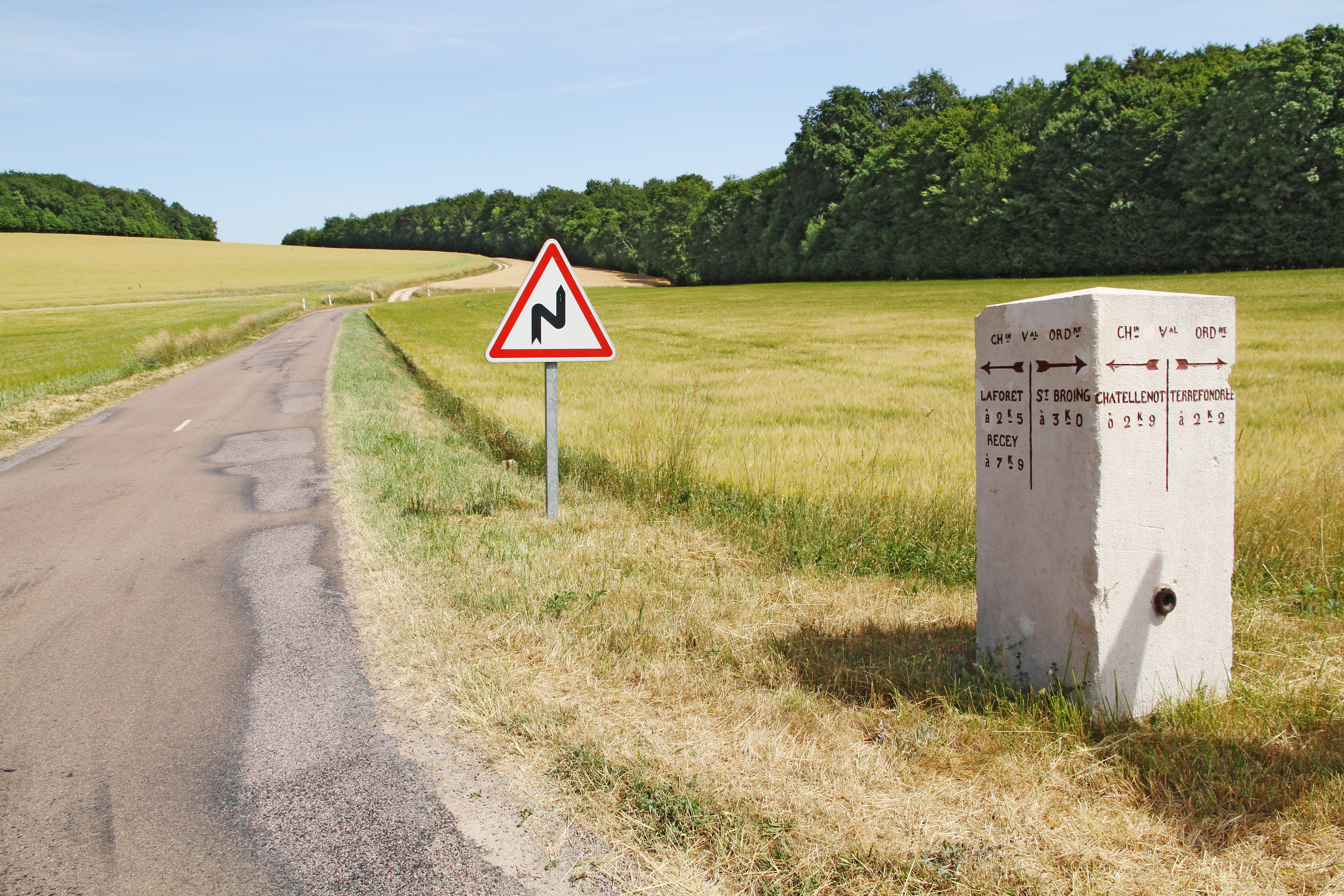
Ancienne borne vicinale sur la D 102.

## Héraldique
| Blason de Terrefondrée | Blason  | Parti : au 1er vairé d'argent et de sable, au chef de même, au 2e reparti, au I de gueules à une croisette en chef à dextre et une demie en pointe à senestre mouvant de la partition, le tout d'argent, au II d'or à une cornière contournée de sable. |
| Blason de Terrefondrée | Détails | Le statut officiel du blason reste à déterminer. |

## Culture
- L'Héritage de Terrefondrée, roman français de Jérôme Deliry paru en mars-2013, collection France de toujours et d'aujourd'hui chez Calmann-Lévy est un roman sur le transfert des toiles du musée du Louvre en 1939, l'action principale de l'histoire se déroule à Terrefondrée.